# 崔伯驎
崔伯驎（？—515年），清河郡东武城县（今河北省衡水市故城县）人，出自清河崔氏定著六房之一的清河青州房，北魏龙骧将军、南青州刺史崔僧渊长子，北魏官员。

## 生平
崔僧渊原娶房氏，生了两个儿子崔伯驎和崔伯骥，后来鄙薄房氏，另娶平原杜氏，崔僧渊被流放到薄骨律镇时，生了四个儿子崔伯凤、崔祖龙、崔祖螭、崔祖虯。崔僧渊返回后，抛弃了房氏，与杜氏以及四个儿子定居在青州。崔伯驎、崔伯骥和母亲房氏居住在冀州，虽然同父亲往来，内心却向着母亲一方，孝敬慈爱的道理，在一家中隔断。崔僧渊去世后，崔伯驎前往青州奔丧，不敢进入家门，在佛寺中痛哭。崔伯驎的异母弟崔祖龙性格刚烈暴躁，与崔伯驎诉讼争嫡庶，双方都用刀剑保护自己，好像仇人一样。
崔伯驎以奉朝请为起家官，略微升任步兵校尉、乐陵郡太守，加号中坚将军，后兼任冀州长史。延昌四年（515年）六月，大乘教叛乱，冀州刺史萧宝夤派遣崔伯驎率领冀州兵马前往讨伐，崔伯驎在煮枣城兵败被杀。朝廷赠予龙骧将军、洛州刺史。

## 家庭

### 高祖
- 崔琼，后燕车骑属

### 曾祖
- 崔辑，刘宋泰山郡太守

### 祖父
- 崔目连

### 父母
- 崔僧渊，北魏龙骧将军、南青州刺史
- 房氏

### 兄弟姐妹
- 崔伯骥，北魏京兆王法曹参军
- 崔伯凤，北魏前将军
- 崔祖龙，北魏司空行参军
- 崔祖螭，北魏镇远将军
- 崔祖虯，北魏秀才